# USS Cairo
USS Cairo – amerykańska pancerna kanonierka rzeczna typu City (Cairo) floty Unii z okresu wojny secesyjnej. Zatonęła 12 grudnia 1862 na minie, obecnie jest eksponatem muzeum w Vicksburgu. 

## Budowa i opis
USS „Cairo” była jedną z siedmiu kanonierek rzecznych typu City, nazywanego też od niej typem Cairo. Zamówione zostały przez Armię USA w sierpniu 1861, z przeznaczeniem do wspierania wojsk lądowych w operacjach wzdłuż rzeki Missisipi i jej dopływów. 
„Cairo” został zbudowany w stoczni Eadsa w Mound City nad rzeką Ohio, a wyposażany był w mieście Cairo, którego nazwę nosił. Budowę rozpoczęto na przełomie września i października 1861, okręt wodowano w październiku 1861, a oddano do służby 25 stycznia 1862. "Cairo" miał identyfikacyjne paski wokół kominów w kolorze szarym.
Okręt był konstrukcji drewnianej, o napędzie centralnym kołem łopatkowym, ukrytym w tylnej części kazamaty. Część nadwodna była przykryta czworoboczną kazamatą o silnie pochylonych ścianach z grubego drewna (61 cm z przodu i 30 cm z boków i tyłu). Kazamata była częściowo opancerzona płytami żelaznymi grubości 63 mm – na przedniej ścianie oraz pas długości ok. 18,3 m na bokach na śródokręciu, w rejonie kotłowni i maszynowni. Również sterówka była pokryta żelazem grubości 32 mm, na podkładzie drewnianym. 
Z powodu wrażliwości nieopancerzonej przedniej części ścian bocznych na ostrzał, część okrętów miała wzmacnianą osłonę w sposób improwizowany. Na „Cairo” w tym miejscu były przykręcone poziomo zagięte szyny kolejowe, od przedniej ściany kazamaty do pierwszej strzelnicy burtowej (prawoburtowe szyny zachowały się do chwili obecnej). Łączna masa pancerza na „Cairo” sięgnęła 122 tony (przy początkowej specyfikacji 75 ton).
Uzbrojenie „Cairo” składało się z 13 dział, umieszczonych w strzelnicach w kazamacie. W jego skład wchodziły 3 działa gwintowane 42-funtowe, 6 dział gładkolufowych 32-funtowych, 3 działa gładkolufowe 8-calowe (64-funtowe) i 1 działo 12-funtowe, zastąpione później przez 30-funtowe gwintowane Parrot. Z tego, dwa działa 42-funtowe i jedno 8-calowe były w głównej baterii dziobowej, jedno działo 32-funtowe i gwintowane 30-funtowe na rufie, trzy działa 32-funtowe i jedno 8-calowe na lewej burcie i dwa działa 32-funtowe, jedno 42-funtowe i jedno 8-calowe na prawej burcie.

## Służba
Podobnie, jak inne jednostki tego typu, „Cairo” wszedł w styczniu 1862 w skład Zachodniej Flotylli Kanonierek Armii USA i działał podczas kampanii na Missisipi, począwszy od walk pod Fortem Pillow w Tennessee w lutym-maju 1862. 

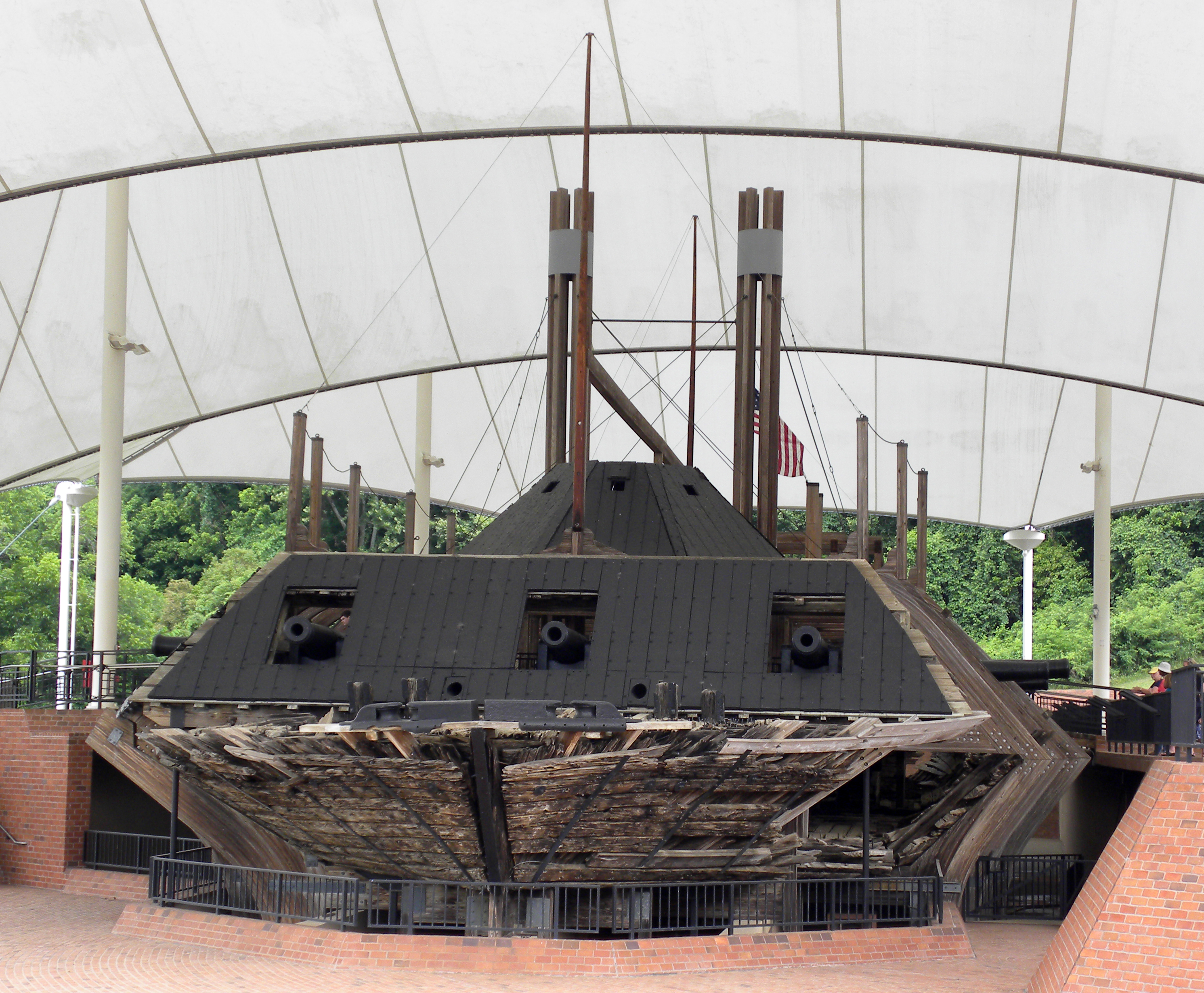
USS „Cairo” – stan obecny (widok od dziobu)

6 czerwca 1862 brał udział w bitwie pod Memphis, zakończonej zniszczeniem konfederackiej Floty Obrony Rzeki.
W listopadzie i grudniu 1862 okręt operował na rzece Yazoo, gdzie 12 grudnia 1862 zatonął na minie, która wybuchła z lewej strony dziobu.
Wrak „Cairo” został wydobyty w latach 60. XX wieku i po częściowej rekonstrukcji, od 1980 jest eksponowany w muzeum Vicksburg National Military Park w Vicksburgu.
Dowódcy
- Cmdr. Nathaniel C. Bryant (styczeń-sierpień 1862)
- Lt.Cmdr. Thomas O. Selfridge (sierpień-grudzień 1862)